# مساكن مصنعة
المساكن المصنعة (بالإنجليزية: Manufactured housing)‏،(تعرف بأسم المنازل المتنقله في الولايات المتحدة)، هي نوع من المساكن الجاهزة التي يتم تجميعها إلى حد كبير في المصانع ومن ثم نقلها إلى مواقع الاستخدام. نظم تعريف هذا المصطلح في الولايات المتحدة من قبل القانون الاتحادي (مدونة الأنظمة الاتحادية، 24 3280 CFR) " يتم بناء المنازل المصنعة كوحدات سكنية بما لا يقل عن 320 قدم مربع (30 متر مربع) في الحجم مع هيكل دائم لضمان قابلية النقل الأولي والمتواصل من المنزل.

## الولايات المتحدة

### التعريف
ووفقًا للمجلس الوطني مجمعات معهد الأسكان المصنعة (MHINCC)  والمنازل المصنعة 
 هي بيوت بنيت بالكامل في المصنع بموجب قانون البناء الأتحادي تدار من قبل وزارة الأسكان والتنمية العمرانية الأمريكية. تم تنفيذ وانشاء البيوت الأتحاديه المصنعة (والتي تعرف ايضًا بأسم HUD كود) وضمان سلامتها في شهر يونيو من سنه 1976 . يمكن ان تكون المنازل المصنعة احادية أو متعددة الأقسام، ويتم نقلها إلى الموقع وتركيبها. 
ما يميز مجتمعات معهد المساكن المصنعة للمجلس الوطني من بين عدة أنواع من مصانع البناء السكني : المنازل المصنعة ووحدات المنازل والمنازل المقسمه والمنازل قبل القطع والبيوت المتنقلة.
و من نفس المصدر، البيوت المتنقله «هو مصطلح يستخدم للبيوت المصنعة المنتجة قبل 15 يونيو 1976 عندما دخل قانون HUD حيز التنفيذ». المنزل المتنقل والمقطورة لاتزال المصطلحات الشائعة في الولايات المتحدة لهذا النوع من المساكن على الرغم من التعريف الرسمي لها.

### التاريخ
وكان التركيز على هذا النوع من المساكن لقدرته على الانتقال بسهوله. تم تسويق الوحدات مبدئيًا للناس الذين يعتمدون على التنقل في اسلوب حياتهم اولًا. ومع ذلك، في بداية الخمسينات، بدأ تسويق هذه المنازل اولًا بأعتبارها نوع من المنازل الغير مكلفه، ومصممه ليتم وضعها وتركها في مكان لفتره طويله من الزمن، أو حتى تثبيتها بشكل دائم مع مؤسسة البناء.سابقًا، كان حجم الوحدات ثمانيه اقدام أو اقل ولكن في عام 1956 تم ادخال 3 متر كزياده. وهذا يساعدعلى ترسيخ الخط الفاصل بين البيوت المتنقله والمقطوره المتنقله، حيث ان الوحدات الصغيرة يمكن نقلها بسهوله بالسيارة ولكن الوحدات الكبيرة الواسعه تتطلب خدمات شركات النقل الأحترافيه. في الستينات والسبعينات أصبحت البيوت أطول واعرض مما ادى إلى صعوبه نقل الوحدات. اليوم، عندما ينقل البيت المصنوع إلى الموقع، عادةً يبقى هناك بشكل دائم. تنقل الوحدات قد انخفض بشكل كبير.
البيوت المصنعة القديمة قد طورت الصورة النمطيه السلبية بسبب التكلفة المنخفضه والميل من قيمتها لتنخفض قيمته بسرعه عكس البيوت المبنيه في الموقع. ان الميل في هذه البيوت قد خفضت قيمة إعادة البيع بسرعه مما جعل استخدامها كضمان للحصول على قروض، أكثر خطوره الآن منقروض البيوت التقليدية. شروط القرض النموذجيه كانت تقتصر عادة على أقل من 30 سنه من القرض العام في الأسواق المحلية، وكانت أسعار الفائدةأعلى بكثير.ويمكن ان نقول ان هذه القروض العقاريه تشبه قروض السيارات لأنها أكثر من القروض العقارية التقليدية.فلقد ارتبطت على الدوام بالأسر ذات الدخل المحدود، الأمر الذي ادى إلى التحيز وتقسيم قيود التخطيط والتي تشمل فرض قيود على عدد من المنازل وكثافتها المسموح بها على أي موقع. ومتطلبات الحد الأدنى من الحجم والقيود على الألوان الخارجية والتشطبيات وأسس الولايات.
العديد من الولايات القضائيه لا تسمح بوضع أي منازل مبنيه في المصانع. في حين ان ولايات أخرى شددت بالرفض على جميع النماذج على نطاق واسع. وهذا ما ساعد على خفض قيمته بشكل اسرع من النماذج الجديدة الواسعه المزدوجه.المفهوم المهين الذي يطلق على «مقطوره الحديقه» هي المنازل الواسعه القديمة التي تحتل مناطق صغيره. الكثير منها -ذات العجلات- مستأجره. حتى لو بقيت في مكانه لعدة عقود.

### المنازل المصنعة الحديثة
المنازل الحديثة، وخاصة وحدات المنازل، تناقض هذه الصورة فيمكن أن تكون مطابقة في المظهر لمنازل بنيت في الموقع. المنازل الجديدة، وخاصة المزدوجه، تميل إلى ان تكون مبنية على معايير أعلى بكثير من سابقاتها.وقد أدى هذا إلى انخفاض قيمة معدل الاستهلاك للعديد من الوحدات المستخدمة.
رغم ما اتخذ من خطوات كبيرة من حيث الجودة، المنازل المصنعة لاتزال تكافح مشاكل البناء.وقد أشارالمؤلف ويس جونسون إلى أن قانون HUD الذي يحكم المنازل المصنعة بحاجه ماسه إلى تحديث. وغالبًا ماتكون مراقبة الجودة في مرافق التصنيع متساهلة، وانشاء قضايا كهذه غالبًا ماتضر حتى المنازل المصنعة جيدة الصنع.يقول جونسون ان المشتري في حاجة لتوخي الحذر إذا فكر في شراء أي منزل مصنوع.عن طريق الفحص بعناية عن العيوب قبل توقيع العقد والإشراف على عملية الإعداد عن كثب.
عندما درست الولايات المتحدة الفيدرالية الدمار الذي تسبب فيه إعصار أندرو في مقاطعة ديد في ولاية فلوريدا، واستنتجوا أن وحدات البناء والبيوت أفضل حالا بالمقارنة مع المباني الأخرى.

### المساكن المصنعة عالية الأداء
تعتبر البيوت المصنعة مساكن بأسعار معقولة، ويمكن أن تكون بعض الموديلات القديمة أغلى في البلاد بسبب عدم كفاءة الطاقة. 
.[4] يستخدم لتصنيع المساكن عالية الأداء طاقة اقل وذلك يزيد من دورة الحياة وبالتالي القدرة على تحمل التكاليف من خلال خفض تكاليف التشغيل. المساكن عالية الأداء ليست فقط موفرة للطاقة، ولكن أيضا جذابة وعملية ومرنة لطاقة الرياح وقوة الزلازل وتغلغل الرطوبة وكفاءة في استهلاك المياه وجودة البيئة الداخلية صحيه. تحقق اداء عالي ومتكامل، بينما تصميم المبنى كامل يحتوي على العديد من العناصر، وليس تقنية واحدة. المساكن المصنعة عالية الأداء يجب ايضًا ان تحتوي على الأجهزة الموفرة للطاقة مثل برنامج نجمة الطاقة المؤهله لحفظ الطاقة. برنامج نجمه الطاقة يتطلب عزل واسع: جدران 2x6 سقف R21 طابق R40 R33 .

### تصاميم مختلفه لوحدات المنازل
كلا التصميمين من المنازل المصنعة والوحدات يطلق عليها غالبًا المسكن المصنع المدمج ولكنها غير متطابقه. تنقل وحدات المنازل على شاحنات مسطحه بدلًا من سحبها من المحاور واطارات السيارة. ومع ذلك، يتم سحب بعض المنازل والوحدات وراء شبه شاحنة على إطار مماثل لشاحنة المقطورة. عادة مايتكون المنزل من قطعتين ويسحب بواسطة شاحنتين منفصلتين. كل إطار له خمسة محاور أو أكثروهذا يعتمد على حجم المنزل. عندما يصل المنزل إلى موقعه يزال المحور واللسان من الأطارات ويتم وضع المنزل على قاعده خرسانيه بواسطة رافعه كبيره. معظم الوحدات المصنعة الحديثة عندما يتم تجميعها بشكل متكامل لايمكن تمييزها من بين المنازل المبنيه في الموقع. تنقل اسطح المنازل على وحدات منفصلة، والقضاء على خط السقف من البيوت المصنعة في المصانع.

### وحدات مختلفه من منازل IRC (موقع البناء)
للمنازل المصنعة عدة متطلبات قياسية أكثر صرامة من كود المنازل السكنية الدولية.
حماية من الحرائق
ظهرت دراسة للرابطة الوطنية للحماية من الحرائق (NFPA) من شهر يوليو لعام 2011 على ان حدوث الحرائق ومعدل الإصابة أقل في المساكن المصنعة. والسبب خلف السلامة من الحرائق يرجع إلى المتطلبات القياسيه العالية وهي:
•يتطلب معيار HUD انتشار النار من 25 أو اقل في سخان الماء وافران المقصورات. 
• يتطلب معيار HUD انتشار اللهب من 50 أو أقل على الحائط وراء النطاق.
• يتطلب معيار HUD انتشار اللهب من 75 أو أقل على الحائط وراء النطاق.
• يتطلب معيار HUD انتشار اللهب من 25 أو أقل لحماية قاع وجانب خزائن المطبخ حول النطاق.
• معيار HUD يتطلب حماية إضافية من الخزائن فوق النطاق.
• يتطلب معيار HUD تقليم أكبر من 6" لتلبية متطلبات انتشار اللهب.
• يتطلب معيار HUD كاشفات الدخان في غرفة المعيشة الرئيسية.
• معيار HUD يتطلب وجود بابين خارجيين.
• يشترط معيار HUD ان تكون أبواب غرف النوم على بعد 35 قدم من الباب الخارجي.
•حجم المواد السائله. 
•يبدأ البناء مع الأطار.
•تركب الجدران الداخلية.
•تركب الجدران الخارجية في مكانها.
•تركيب السطح فوق المنزل.
•اكتملت الجدران الداخلية.
المنزل جاهز للتوصيل إلى الموقع.

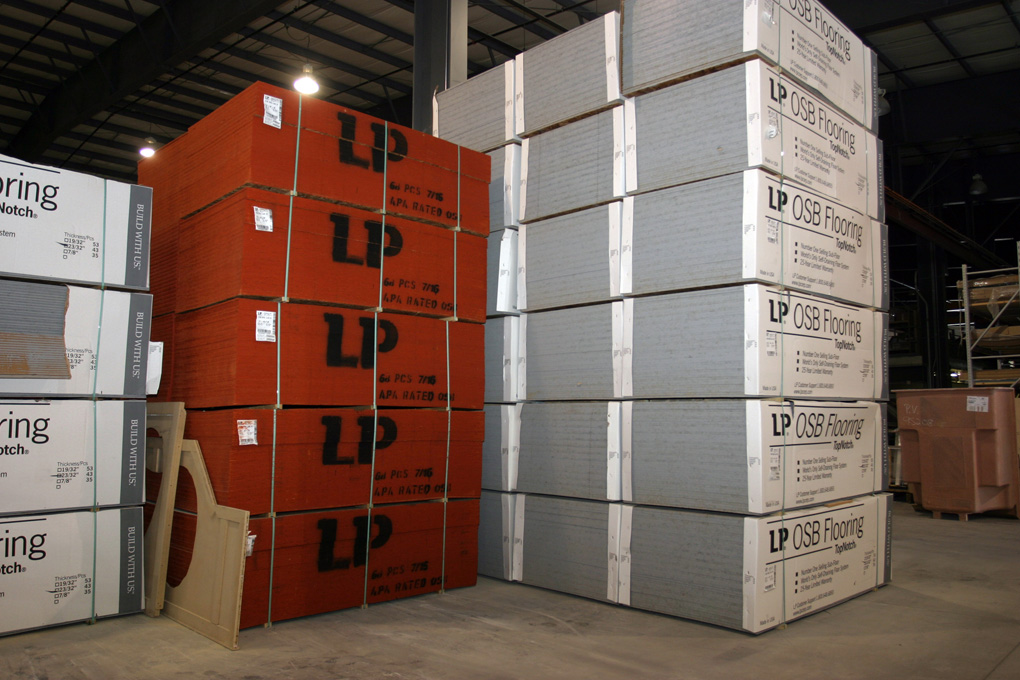
Bulk Material Storage
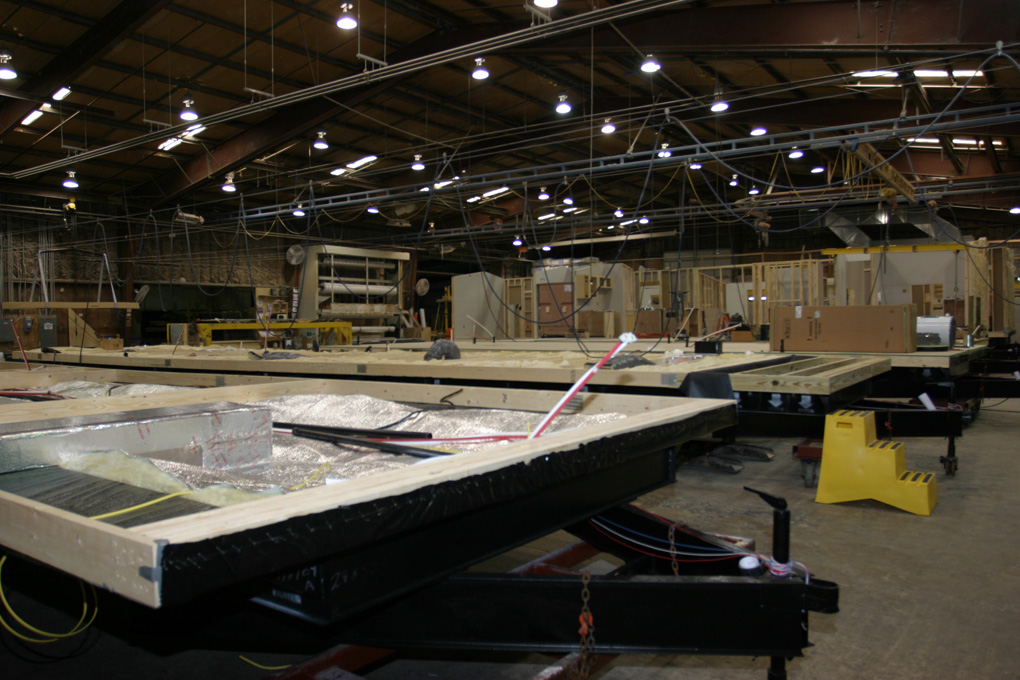
Construction Starts With The Frame
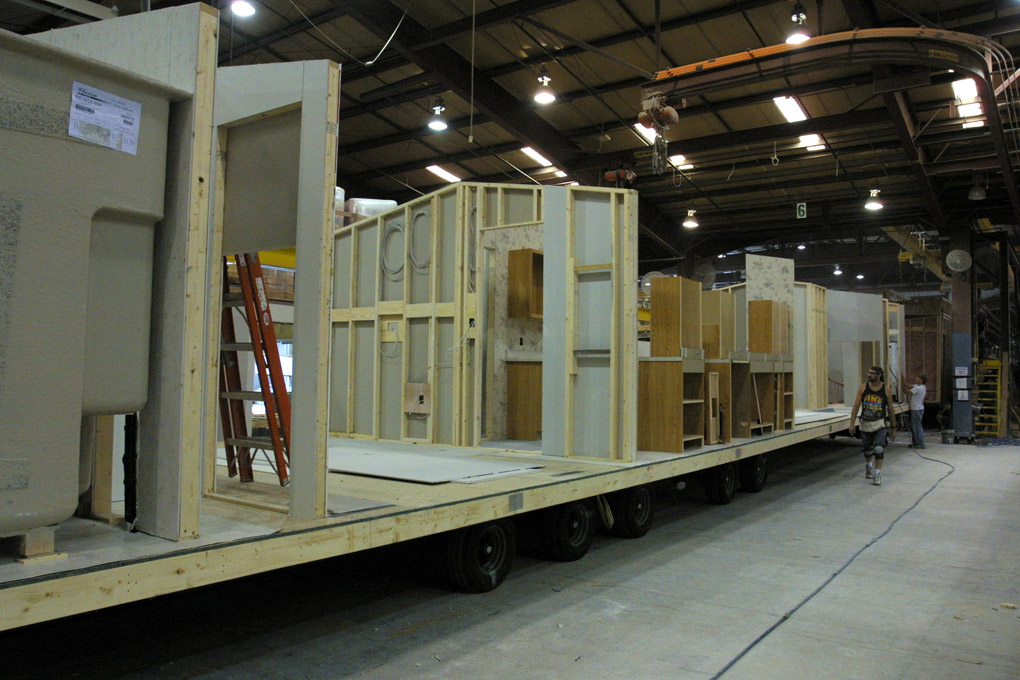
Interior Wall Assemblies Are Attached
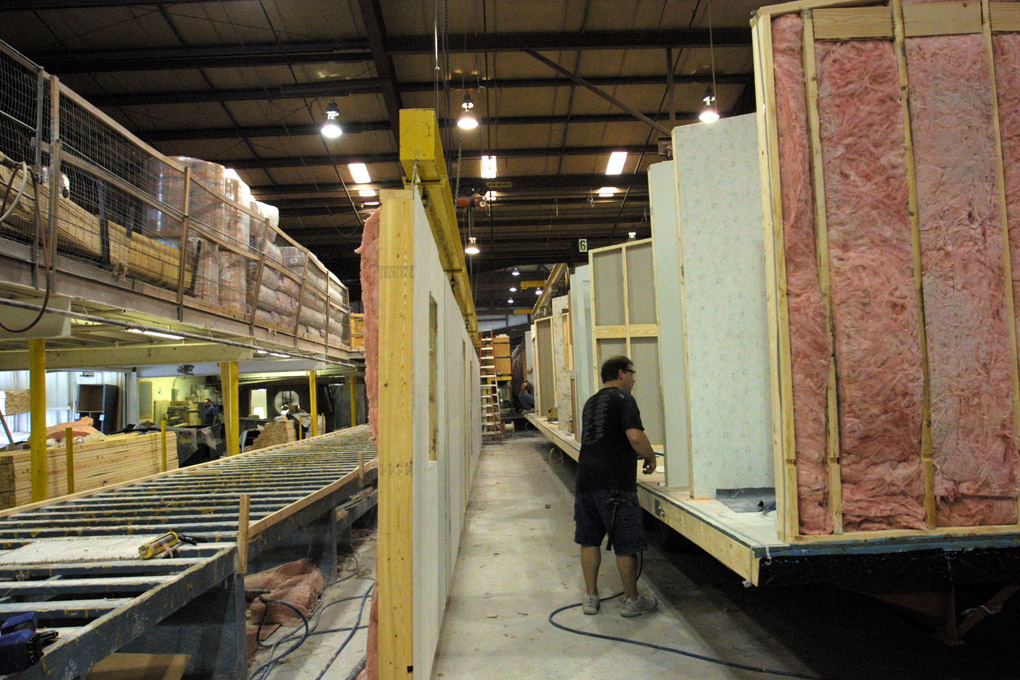
Exterior Wall Assemblies Are Set In Place
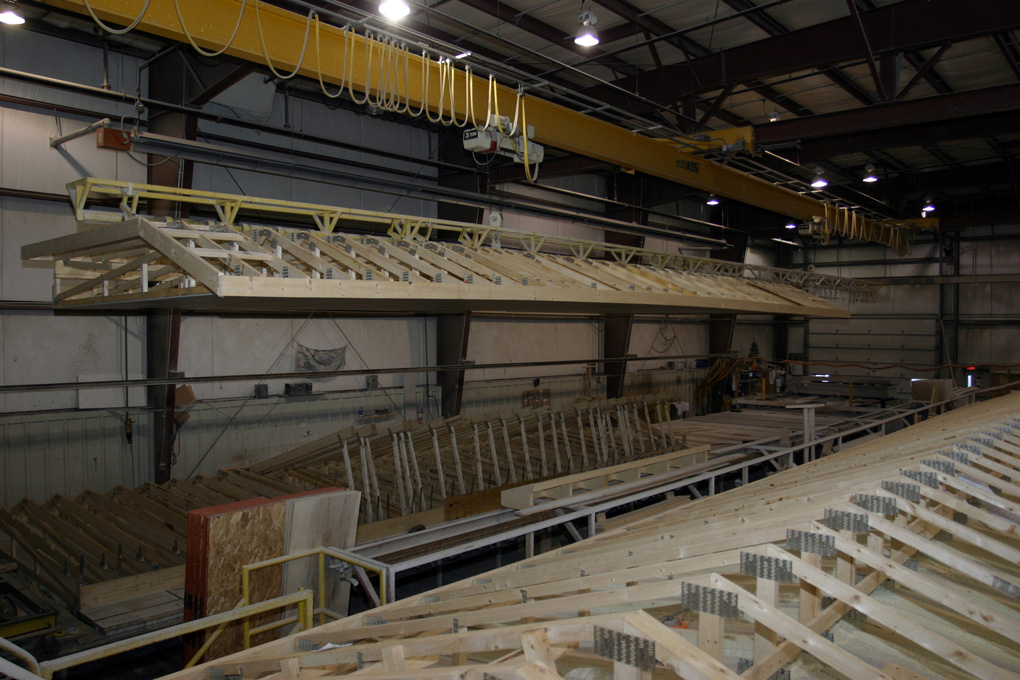
Roof Assembly Is Set Atop Home
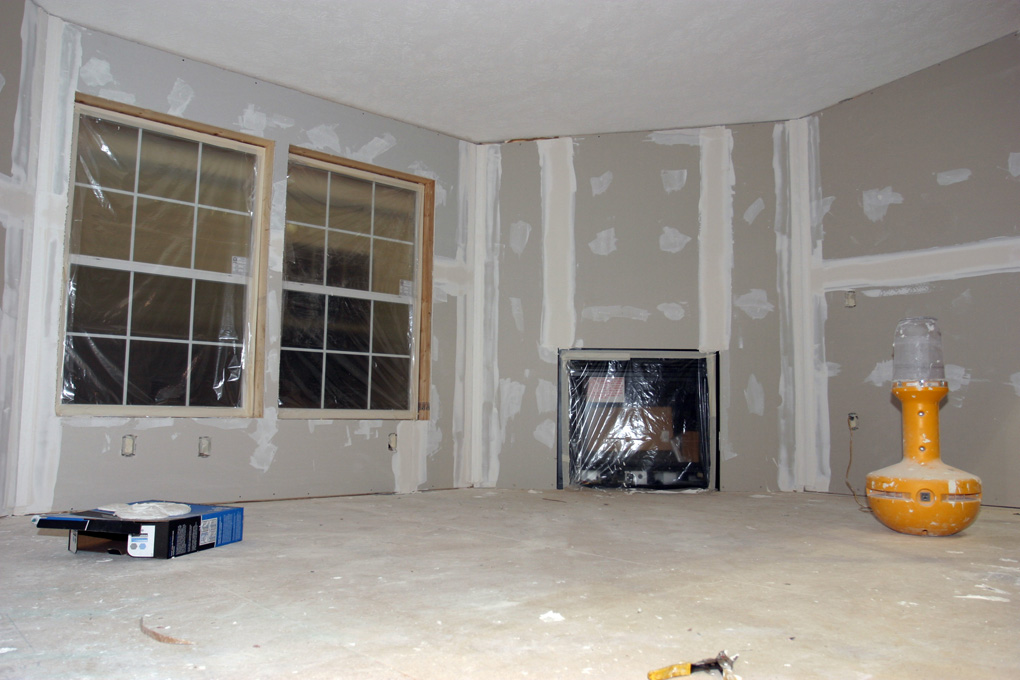
Drywall Completed
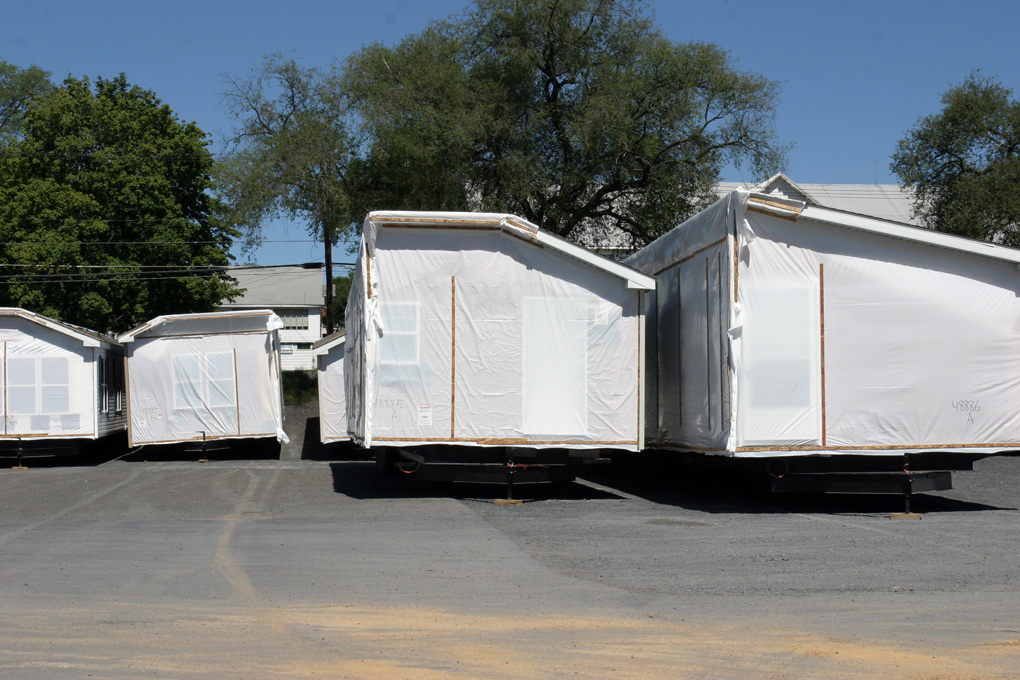
Home Is Ready For Delivery To Site

## أستراليا

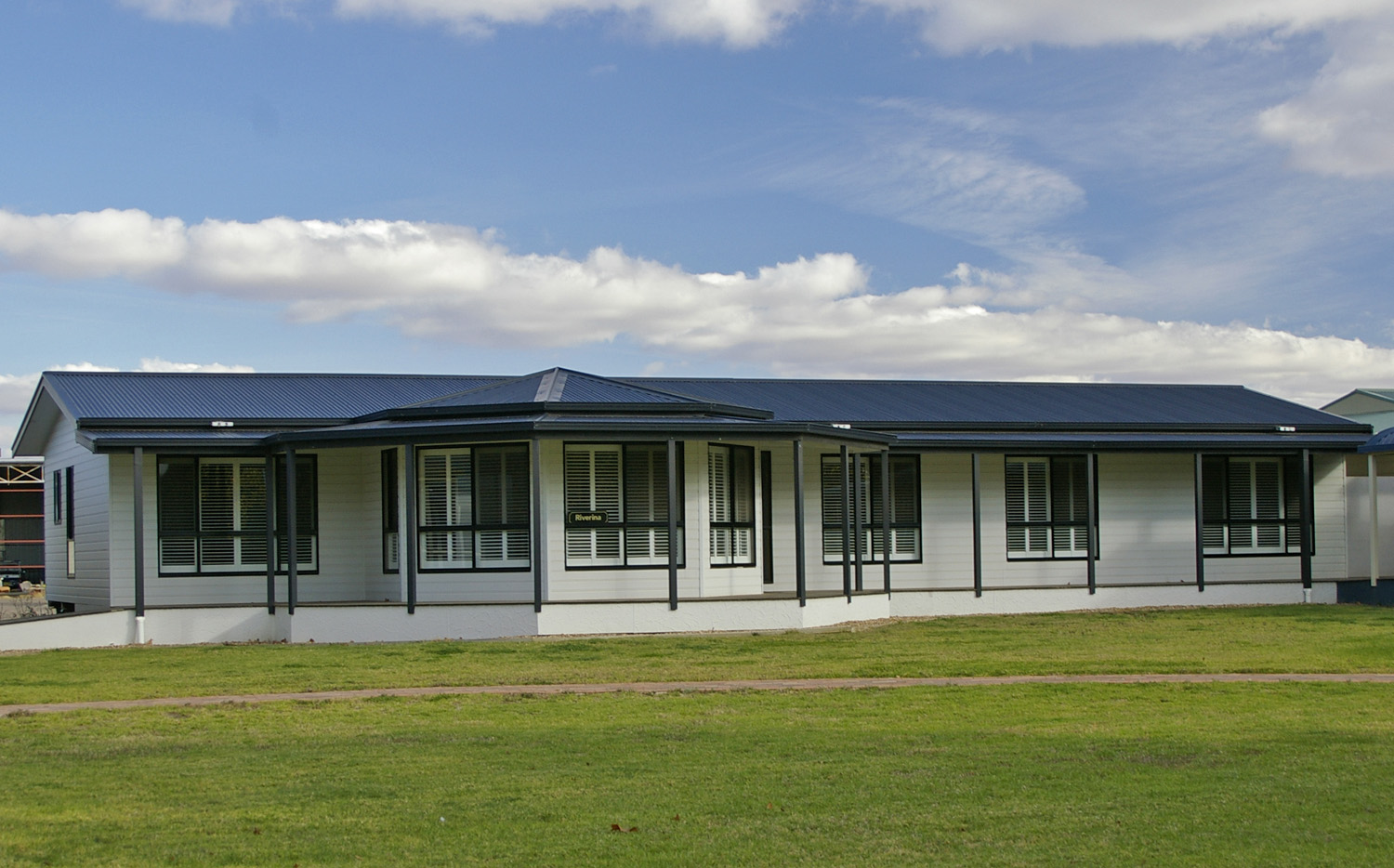
المنازل الجاهزه الحديثة الأستراليه

في أستراليا تعرف هذه المنازل كمنازل للنقل أوالمنازل المنقولة أو منازل سابقة التجهيز. هذه البيوت غير شائعة كما هو الحال في الولايات المتحدة، ولكن في الصناعة من المتوقع أن تنمو هذه الطريقة في البناء وتصبح أكثر قبولا.
حدائق المنازل المصنعة تشير إلى المناطق السكنية، حيث يستأجر صاحب البيت الأرض بدلا من امتلاكها. وهذا أمر شائع جدا في ولاية كوينزلاند في كلا شكلي الحدائق السياحية وأكثر من 50' ولايه. . مصطلح منازل النقل تستخدم للأشاره إلى المنازل التي بنيت على الأراضي التي يملكها صاحب المنزل.[بحاجة لمصدر]
وعادة ما يتم بناء المنازل في المناطق الإقليمية حيث أن تكلفة تنظيم التجار والمواد أعلى منها في المدن. وبشكل خاص، كانت المنازل الجاهزة شعبية في مدن التعدين أو غيرها من المدن التي تعاني من الطلب على المساكن الجديدة التي تتجاوز امكانيات البناه المحليين للتعامل معها. ويخضع هذا الأسلوب من البناء على تشريعات بناء الدولة وموافقة المجالس المحلية وضمانات التأمين' على المساكن أو ضمان المنزل.

## منطقة خليج سان فرانسيسكو
تقع منطقة خليج سان فرانسيسكو في شمال كاليفورنيا، ومن المعروف عنها ارتفاع أسعار عقاراتها، مما يجعل المساكن المصنعة بديل بشعبية كبيره على العقارات التقليدية. في يونيو عام 2011، نشرت كولدويل بانكر العقارية تقريرا مفصلا لأغلى 10 أسواق عقاريه في الولايات المتحدة. منطقة خليج سان فرانسيسكو وحدها تمثل أعلى 3 من الـ 10 أسواق. قيمة الأرض هي السبب في جعل العقارات في هذا المجال مكلفه جدًا . اعتبارا من مايو 2011، كان متوسط سعر منزل في سانتا كلارا 498000 $، [6] بينما كان اغلى منزل مصنع مع جميع الميزات فقط بـ 249000 $. وفرق السعر الجذري هذا يرجع إلى حقيقة أن المنازل المصنعة عادة ما يتم وضعها في المجتمعات التي لا يملك افرادها أي أرض، بدلا من هذا عليهم دفع رسوم شهرية للموقع. وهذا يتيح للمستهلك، الذي لا يستطيع أن يعيش في منطقة خليج سان فرانسيسكو، فرصة لامتلاك منزل جديد في هذا الموقع. هناك العديد من المجتمعات وتجار المنازل المصنعة في منطقة خليج سان فرانسيسكو، أكبر تاجر في الوقت الحاضر تحالف شركات المنازل وأكبر مجتمع كاسا دي أميغو، وكلاهما يقعان في سانيفيل كاليفورنيا.

## كيف يتم بناء المنازل المصنعة في المصانع
كيف يتم بناء المنازل المصنعة داخل المصانع ؟ يتم بناء المنازل المصنعة كامله داخل مصنع كبير يسيطر على مناخه فريق من الحرفيين المدربين ذوي الخبرة لجلب كل تصميم إلى الحياة. الصرامة والرقابة موجوده في كل مصنع على كل خطوه من عمليه ضمان المنتج، وانه أعد بشكل جيد ليلبي معايير HUD الأتحاديه لتكون عاليه الجودة ومكافئه الطاقة وقوية التحمل. ان أول خطوه من هذه العملية هي الأرضيات التي بنيت في الفروع. يعلق كل هيكل داعم مع عجلاته الخاصة الآمنه للنقل عند الانتهاء منه . اعتمادا على حجم المنزل وتصميم المخطط، قد يكون هناك اثنين أو ثلاثة أو حتى أربعة أقسام. قسم الأرضيات لديهم اتصالات التدفئة والكهرباء والسباكة وهي مثبتة مسبقا قبل أن تنتهي الصفائح والبلاط أو الخشب الصلب. وبعد ذلك، تشيد الجدران على سطح مستو مسطح مع العزل والالواح الداخلية الصخرية قبل أن يتم رفعها بواسطة رافعة في موقعها وتثبت على أقسام الأرض. السقوف الداخلية ودعامات السقف هي الخطوة التالية، يحكم اغلاق البخار ويثبت على كل قسم من اطارات الجدارن قبل فصلها. يضاف بعد ذلك مسار خارجي، بنفس وقت تركيب الأبواب والنوافذ. وأخيرا، التشطيبات الداخلية، مثل اكتمال الختم الدريوال، جنبا إلى جنب مع تركيب التجهيزات الأساسية والانتهاء من التوصيلات الكهربائية والسباكة. وحيث انها ستجمع سويًا في النهاية، تغلف الاجزاء المكشوفه من كل قسم بالبلاستيك، لحمايتها في حال النقل.

## كيف تبنى المنازل المصنعة في موقع البناء ؟
عند الانتهاء من جميع المباني في موقع العمل الأولي، سيتم توصيل المنزل الجديد بواسطة شاحنات تسحب المقاطع الفردية على هيكل السيارة الدائمه له. وتجمع الأقسام معا بشكل آمن، ويتم عمل جميع أعمال السباكة النهائية والتوصيلات الكهربائية قبل عمل الواجهة في الجهة الخارجية من المنزل، ويخفى الهيكل ويتم الانتهاء من الشكل النهائي للمنزل.
من الداخل يتم الانتهاء من الطلاء والسجاد لتصميم مواصفاته، ثم ينظيف المنزل جيدا.

## طالع
- سيارة عيش